# 链激酶
链激酶（英語：Streptokinase），又名溶栓酶，是由β-溶血性链球菌产生的一种酶。其能与血浆纤溶酶原结合成复合物，使其暴露活性部位，催化纤溶酶原转化为纤溶酶，使血栓溶解。但不能溶解形成已久且已机化的血栓。

## 禁忌症
禁用于出血性疾病、重症高血压、糖尿病、链球菌感染、亚急性细菌性心内膜炎、消化道溃疡及近期使用过肝素或香豆素类抗凝血药的患者。外科手术患者3日内亦不可使用链激酶。

## 不良反应
不良反应主要为出血及过敏。严重出血可用羧基苄胺拮抗。过敏反应有发热、寒颤、头痛等。